# Knivstarevyn
Knivstarevyn i Knivsta kommun hade sin första föreställning 2006.
Knivstarevyn sätter årligen upp föreställningar på Blå Wingen, Långhundra. Skådespelare i revyn är bland annat: Thomas Kompare, Sari Suominen, Johan Norell, Canilla Enskär, Sussie Berglund och Katarina Sahlstedt. 
Revyorkestern består av Roland Jonsson, Roger Berglund och Garry Nilsson.
- 2016 Skåpmat och färskvaror - Jubileumsrevy, Regissör Sussie Berglund
- 2014 Valnötter och tankevurpor, Regissör Sussie Berglund
- 2012 Tidsmasknen, Regissör Sussie Berglund
- 2011 Skratta Gott, Regissör Sussie Berglund
- 2010 Scenfärdigt, Regissör Sussie Berglund
- 2009 Kulpåscen, Regissör Sussie Berglund
- 2008 Revy 008 - Med rätt att roa, Regissör Sussie Berglund
- 2007 Kom igen, Regissör Sussie Berglund
- 2006 Först ut, Regissör Sussie Berglund

2014 kom KnivstaRevyn till semifinal i Revy-SM med sketchen "K-ordet" av textförfattaren Staffan Bjerstedt.
Knivstarevyn är en ideell förening.